# 畢堤·美
畢堤·美 OBE（英語：Bertie Mee，1918年12月24日—2001年10月22日）是一位英格蘭足球員及領隊，最著名的是曾帶領阿仙奴在1971年雙料冠軍。他是英國足球員佐治·美的弟弟。